# Sportovec roku 1964

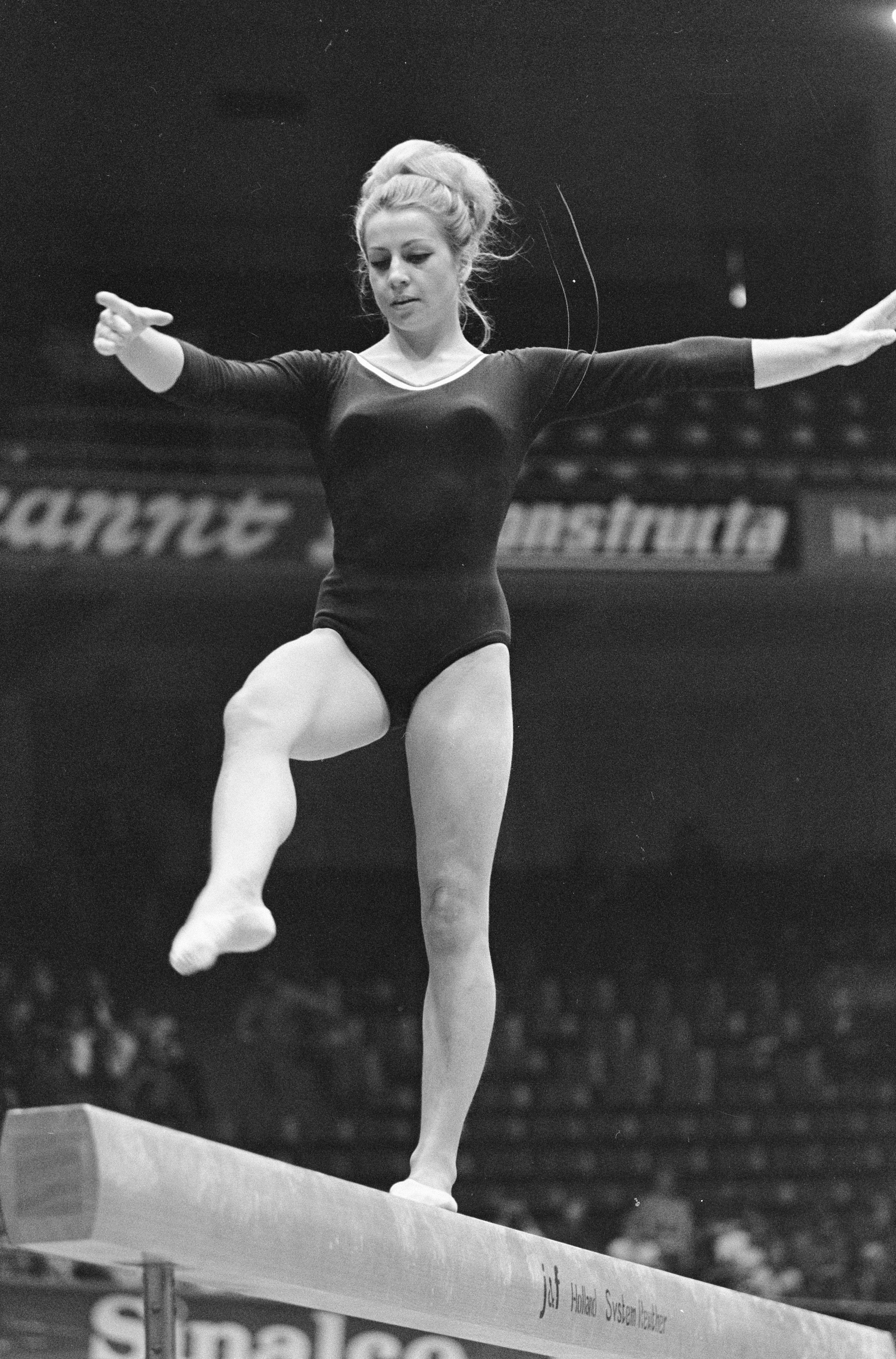
Věra Čáslavská

Sportovec roku 1964 byl šestý ročník ankety sportovních novinářů o nejlepšího sportovce Československa. Vítězem se stala sportovní gymnastka Věra Čáslavská, která toho roku přivezla z olympijských her v Tokiu tři zlaté medaile. V družstvech zvítězila mužská volejbalová reprezentace, která na stejné olympiádě vybojovala stříbrné medaile.

## První desítka jednotlivci
1. Věra Čáslavská (sportovní gymnastika)
2. Hans Zdražila (vzpírání)
3. Ludvík Daněk (atletika) a Josef Odložil (atletika)
4. Jiří Daler (cyklistika)
5. Eva a Pavel Romanovi (krasobruslení)
6. Jiří Kormaník (zápas)
7. Jan Smolík (cyklistika)
8. Vladimír Andrs – Pavel Hofmann (veslování)
9. Ján Popluhár (fotbal)
10. Vladimír Miko – Jaroslav Staněk (stolní tenis)

## První trojka družstva
1. volejbalisté Československa
2. družstvo sportovních gymnastek Československa
3. olympijský fotbalový výběr Československa